# Тупозуб білуватий
Тупозуб білуватий (Amblyodon dealbatus) — вид мохів порядку парасольчикальних (Splachnales).

## Поширення
Батьківщиною є Європа, Північна Америка, Азія.
Населяє гниючу деревину, органічний ґрунт, багаті болота, росте розкидано по бореальній зоні; від низьких до високих висот.

## Характеристика
Рослини до 1(2.5) см. Листки від випростаних до вигнутих коли сухі, прямовисно-розпростерті коли вологі, 2–4 мм; поля цілі чи майже так; верхівка різко загострено-гостра. Статевий стан автоічний. Коробочкові ніжки 1.2–4 см. Коробочка 2–3 мм. Спори 30–40 мкм.